# Jan Zybert
Jan Zybert właściwie Jan Siebert (ur. 11 marca 1908 r. w Łodzi, zm. najprawdopodobniej w 1943 roku) – kolarz, olimpijczyk z Amsterdamu 1928.

W roku 1927 zdobył brązowy medal w mistrzostwach Polski w sprincie. W 1928 roku był wicemistrzem Polski w wyścigu drużynowym na 4000 m. Po zakończeniu kariery sportowej (1930) był czynny działaczem kolarskim.

Na igrzyskach olimpijskich w 1928 r. zajął 5. miejsce drużynowym wyścigu na 4000 m.
W czasie II wojny światowej służył w Wehrmachcie. Zginął na froncie wschodnim 1943.